# Georgien i Eurovision Song Contest 2015
Georgien deltog i Eurovision Song Contest 2015 i Wien, Österrike. Deras inträde valdes genom ett nationellt final kallas Erovnuli Shesarcevi konkursi 2015, som anordnades av den georgiska programföretaget Georgiens offentliga television (GPB). Nationen representerades av låten "Warrior" som utförs och skriven av Nina Sublatti.

## Bakgrund
Georgiens programföretag GPB bekräftade den 10 september 2014 att Georgien skulle delta i Eurovision Song Contest 2015 GPB har utnyttjat både interna val och nationella finaler att välja den georgiska bidraget i det förflutna. Under 2013 och 2014, programföretaget valt att välja bidraget genom ett intern val. Den 3 december 2014 bekräftade GPB att en nationell final skulle organiseras för att välja Georgiens bidrag; sista gången Georgiens inträde valdes genom en nationell final var 2012.

## Nationell final
GPB organiserade en nationell final för att välja det georgiska bidraget för Eurovision Song Contest 2015. Tävlingen ägde rum den 14 januari 2015 klockan 14:00 CET i Tbilisi som en del av programmet Communicatori. Vinnaren beslutades av 50/50 kombinationen av rösterna i en internationell jury och offentliga telefonröstning.
| Nr | Artist           | Låt              | Låtskrivare                                  | Jurypoäng | Teleforöstning (i %) | Totalpoäng | Placering |
| -- | ---------------- | ---------------- | -------------------------------------------- | --------- | -------------------- | ---------- | --------- |
| 1  | Eter Beriashvili | "If Someone"     | José Juan Santana Rodríguez, Rafael Artesero | 15        | 14%                  | 48         | 4         |
| 2  | Edvard Meison    | "We Are Freeeee" | Edvard Meison, Tako Vadachkoria              | 7         | 5,9%                 | 21         | 5         |
| 3  | Niutone          | "Run Away"       | Niutone, Mariam Chikhradze                   | 13        | 31,9%                | 67         | 2         |
| 4  | Nina Sublatti    | "Warrior"        | Nina Sublatti                                | 21        | 38,1%                | 92         | 1         |
| 5  | Misha Sulukhia   | "One and Only"   | Misha Sulukhia, Teo Zeinklishvili            | 19        | 10%                  | 51         | 3         |

## Under Eurovision
Georgien deltog i en första semifinalen den 19 maj. Kom till final, hamnade på 11:e plats.